# Zlokućane (miasto Leskovac)
Zlokućane (cyr. Злокућане) – wieś w Serbii, w okręgu jablanickim, w mieście Leskovac. W 2011 roku liczyła 192 mieszkańców.